# Saint-Nicolas-de-Port
Saint-Nicolas-de-Port is een gemeente in het Franse departement Meurthe-et-Moselle in de regio Grand Est. De gemeente telde 7.363 inwoners op 1 januari 2022.

## Geschiedenis
Saint-Nicolas-de-Port was vanaf de 11e eeuw een bedevaartsoord door een reliek van de heilige Nicolaas van Myra. Door de handel groeide de stad in de middeleeuwen uit tot de voornaamste stad van Lotharingen. Tussen 1481 en 1544 werd op initiatief van hertog René II van Lotharingen de monumentale kerk gewijd aan Sint-Nicolaas gebouwd. Hij schonk ook een rijk versierd reliekschrijn in de vorm van een hand aan de kerk.
In 1626 werd er een annunciatenklooster geopend in de stad. In 1635 tijdens de Dertigjarige Oorlog werden de stad, de kerk en de kloosters geplunderd door Franse en Zweedse troepen. In de eerste helft van de 18e eeuw bouwden de annunciaten een nieuw klooster en een nieuwe kloosterkerk. Het klooster werd gesloten in 1792 na de Franse Revolutie. In de 19e eeuw vestigden zich redemptoristen op de plaats van het vroegere annunciatenklooster.
Tussen 1786 en 1986 was er een brouwerij in de stad.
Saint-Nicolas-de-Port was de hoofdplaats van het gelijknamige kanton totdat dit op 22 maart 2015 werd opgeheven. De gemeente werd daarop overgeheveld naar het kanton Jarville-la-Malgrange en bleef deel uitmaken van het arrondissement Nancy, waar dit kanton geheel onder valt.

## Geografie
De oppervlakte van Saint-Nicolas-de-Port bedroeg op 1 januari 2022 8,23 vierkante kilometer; de bevolkingsdichtheid was toen 894,7 inwoners per km².
De gemeente ligt op de linkeroever van de Meurthe.

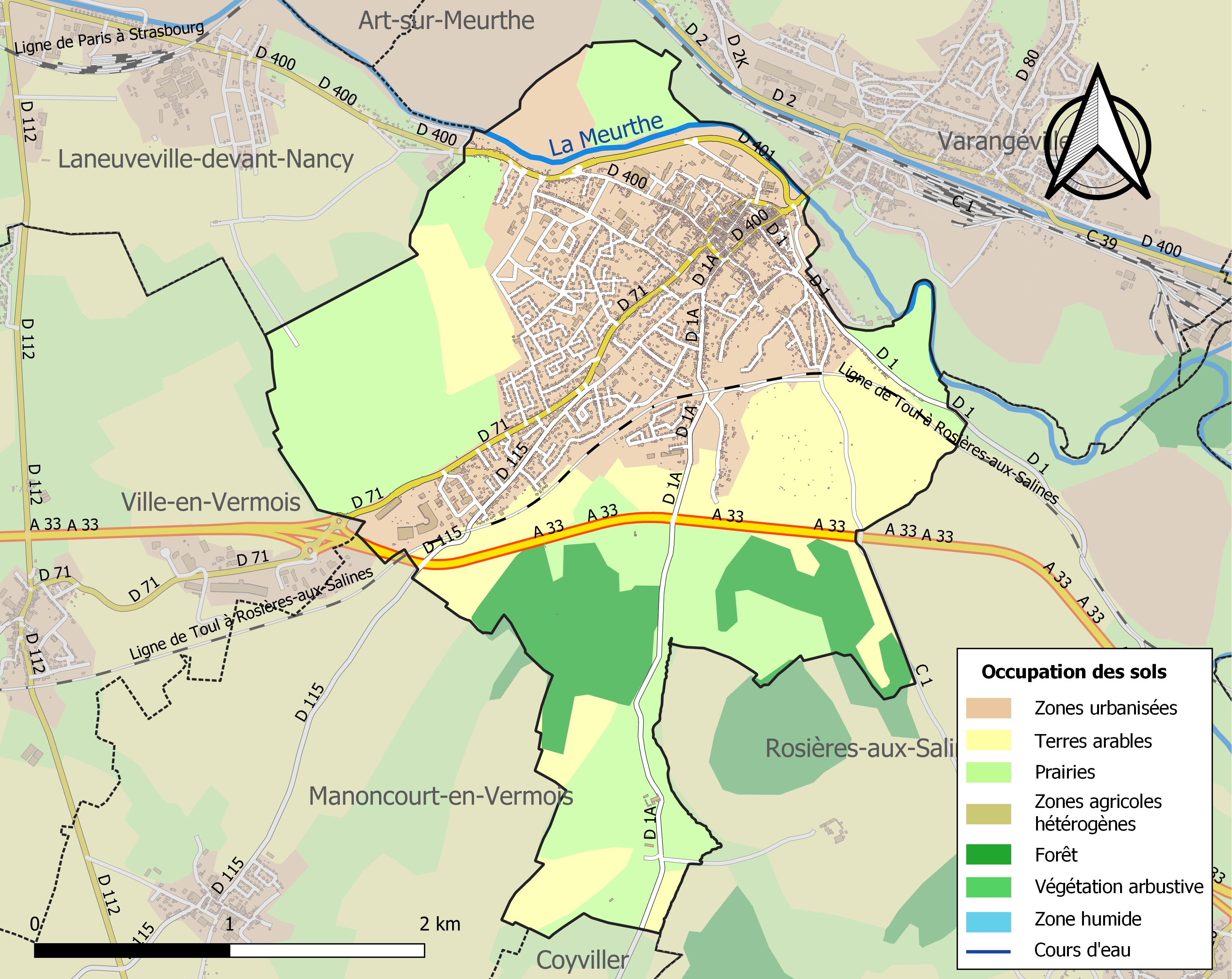
Kaart van de gemeente met de belangrijkste infrastructuur, bodemgebruik en omliggende gemeenten

## Demografie
Onderstaande figuur toont het verloop van het inwonertal (bron: INSEE-tellingen).

## Bezienswaardigheden
- Basiliek
- Musée Français de la Brasserie, brouwerijmuseum in een oud brouwerijgebouw uit 1931[4]
- Musée du Cinéma et de la Photographie

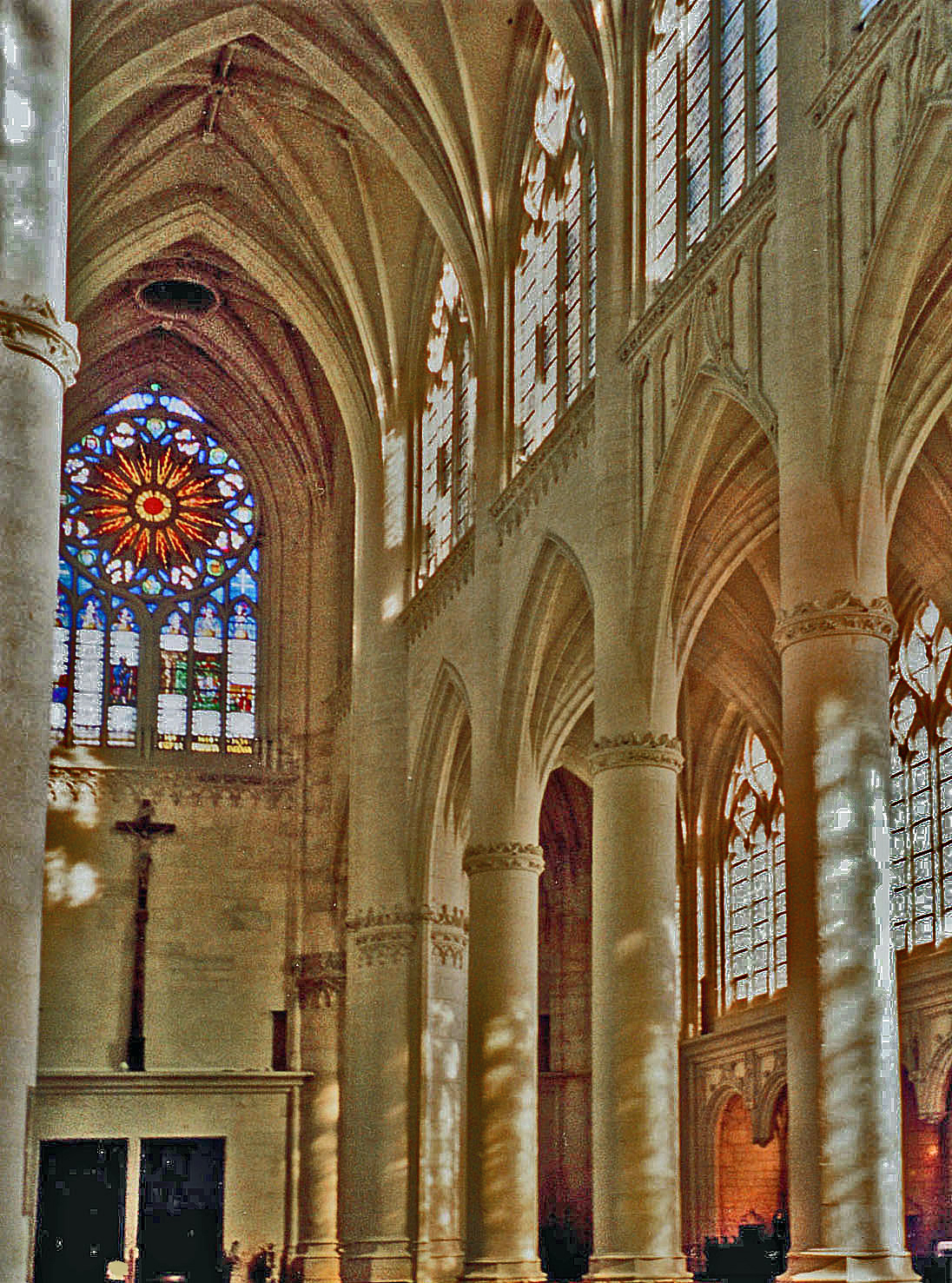
Binnenzijde van de basiliek
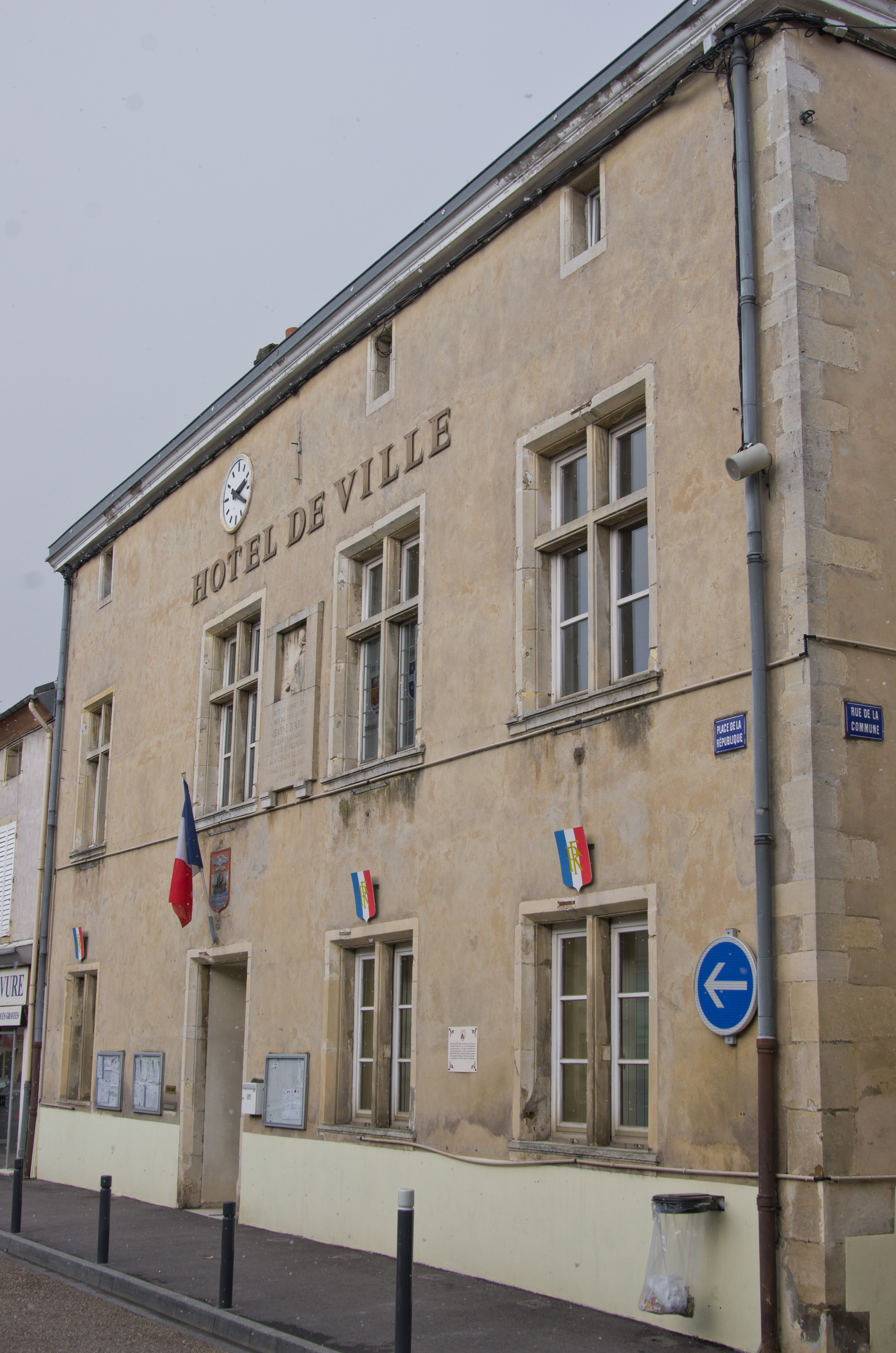
Stadhuis
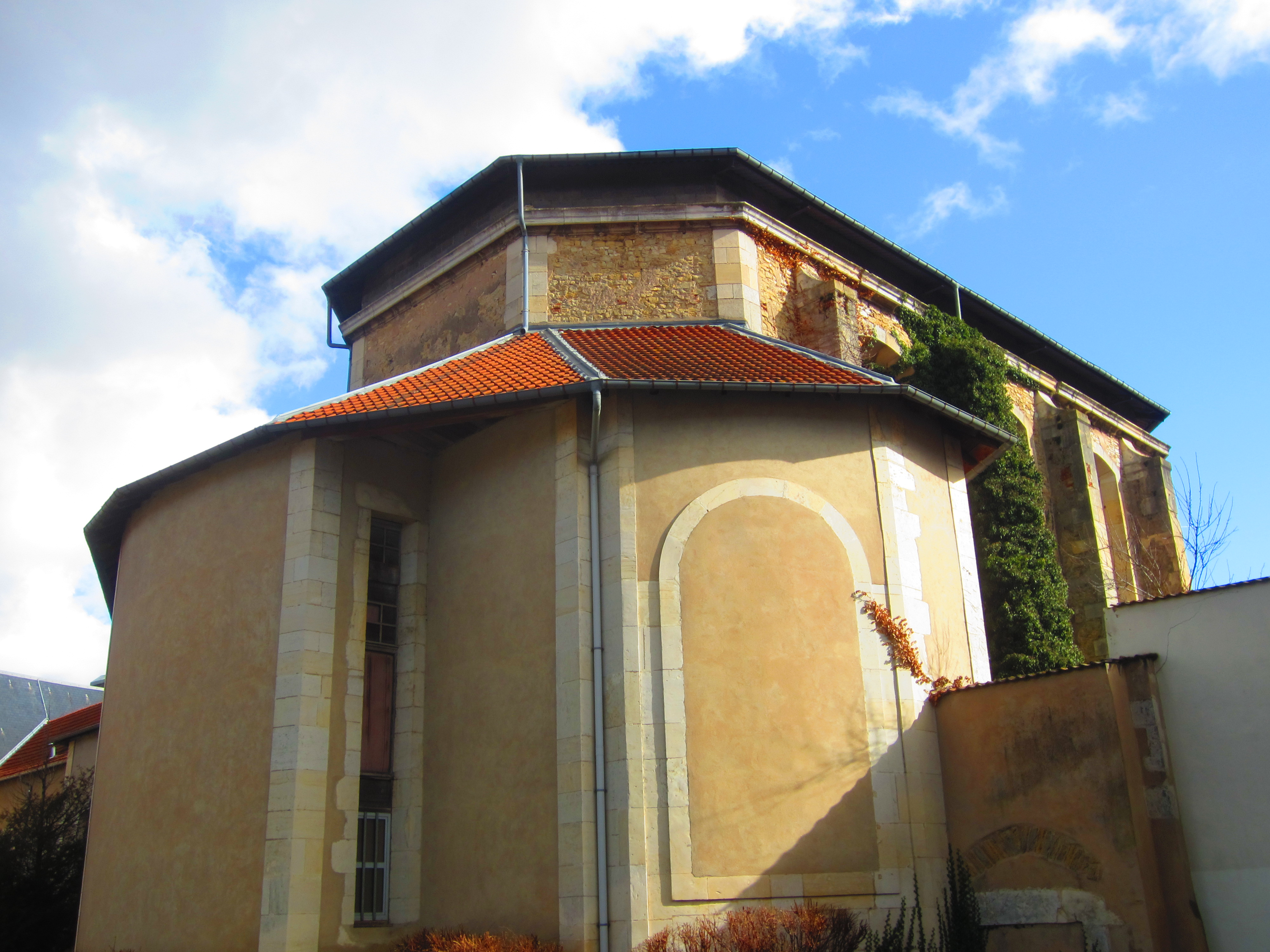
Kapel van het voormalig annunciatenklooster
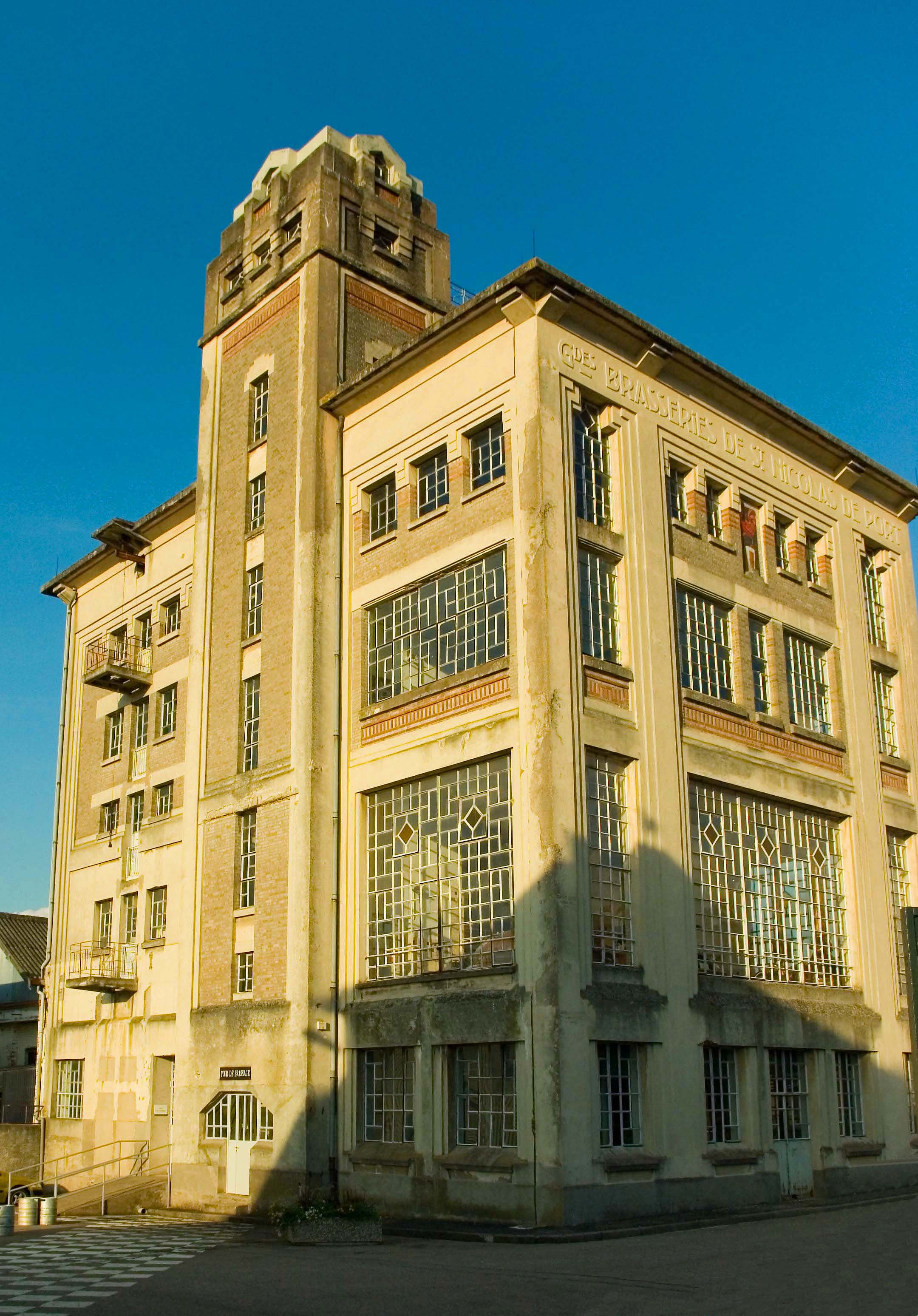
Brouwerijmuseum